# 百东河水库
百东河水库是中国广西壮族自治区百色市田阳县头塘镇境内的一座水库，位于右江流域百东河上，建于1958年。水库正常库容为3837万立方米，集雨面积为760平方千米，海拔为135.7米。